# Bagheria Calcio 1919
Il Bagheria Calcio 1919, meglio nota come Bagheria, è la principale squadra di calcio di Bagheria nella città metropolitana di Palermo. Il club venne fondato de facto nel 1919 come Pro Bagheria, nel corso della sua storia il club ha subito diversi fallimenti l'ultima rifondazione è nel 2015.
Ha partecipato ben 24 volte fra campionati nazionali di IV Serie, campionati interregionali e Serie D.
Per la stagione 2025-2026, il club prendera parte al campionato di  Eccellenza Sicilia nel girone A, insieme al Bagheria 90011.

## Storia
La prima squadra calcistica di Bagheria è stata fondata nel 1919 e portava il nome di Pro Bagheria. Partecipa alla finale della Coppa Arpinati 1931.
L'anno successivo diventa campione di Sicilia, avendo vinto il campionato nazionale di terza divisione.
La maglia della squadra era azzurra 
Nel 1952 inaugurazione dell'attuale campo sportivo comunale, ai tempi uno dei piu importanti della Sicilia.
Nel 1953 vince il campionato di prima divisione Sicilia e l'anno successivo vince anche quello di Promozione, quindi viene promossa in IV Serie Nazionale.
I colori sociali diventano nero-azzurro.
Ha esordito in IV Serie nel 1954-1955 giocandovi fino al 1961-1962 e arrivando al massimo al 7º posto al termine della stagione 1959-1960. 
Dal 1962 ha collezionato sei anni di Prima Categoria Sicilia.
Negli anni 60 viene fondata una seconda squadra di Bagheria, la stella Rossa.
In seguito, grazie alla fusione con la Juventina Palermo, il Bagheria venne ripescato in Serie D nel 1968 col nome di Juve Bagheria, dove ha militato per sei anni consecutivi.
Il primo presidente della Juve Bagheria fu Renzo Barbera nel 1968, il futuro presidente del Palermo calcio.
La Juve Bagheria Ritorna in Promozione Sicilia nel 1974, con presidente Domenico Rizzo.
Nello stesso anno viene fondata un'altra società denominata Pro Bagheria che si iscriverà nel campionato di prima categoria, utilizzando il titolo sportivo della Stella Rossa Bagheria.
Dal 1974 la Juve Bagheria parteciperà a sei campionati di promozione e nel 1980 retrocede in prima categoria.
Nel 1981 l'imprenditore Savona acquista il titolo della Juve Sicilia e crea il Design 2000. 
Dopo quattro anni è risalito nel massimo campionato nazionale dilettante 1985-1986 con il nome di Pro Bagheria, vi ha partecipato fino al 1989-1990 sfiorando la promozione in Serie C2 nel 1987 e nel 1988.
Nel 1992 viene ristrutturato il vecchio stadio comunale per un totale di 3.000 posti a sedere, metà dei quali al coperto.. Nello stesso anno il Bagheria vince la sua prima Coppa Italia Dilettanti Sicilia battendo la Juventina Gela per 3-1.
Nel 1993 vince il campionato di Eccellenza Sicilia e torna nel Campionato Nazionale Dilettanti, dove militera' per 5 anni.
Nello stesso anno il Bagheria batte il Palermo in amichevole alla Favorita 3 a 2, con tripletta del catanese Gianguzzo.
Nel 1998 torna nel campionato di Eccellenza Sicilia e l'anno successivo retrocede in promozione, ma rinuncia e si inscrive al campionato di prima categoria.
Nel 2001 vince il campionato di prima categoria e torna in Promozione.
Al termine del campionato Promozione Sicilia 2006-2007 arriva prima nel girone B ed è promossa in Eccellenza.
Nel successivo campionato di Eccellenza Sicilia 2007-2008, il Bagheria perdendo i play out col Kamarat retrocede in Promozione, ma viene ripescato a fine stagione.
Nell'Eccellenza Sicilia 2008-2009 il Bagheria arriva al 5º posto qualificandosi ai play off ma viene sconfitto di misura dal Licata. Grande soddisfazione arriva ugualmente dalla Coppa Italia Dilettanti Sicilia, dove la squadra si aggiudica, per la seconda volta il trofeo, battendo in finale il Milazzo per 2-1.
Nella stagione di Eccellenza Sicilia 2009-2010 il Bagheria arriva al penultimo posto e retrocede direttamente in Promozione.
Nella Promozione Sicilia 2011-2012 viene promossa in Eccellenza grazie alla vittoria della Coppa Italia Promozione contro la Pro Favara 1984.
Nel campionato di Eccellenza Sicilia 2012-2013 il Bagheria arriva ultimo retrocedendo. La squadra però rinuncia al campionato di Promozione e viene iscritta in Prima Categoria.
Nel 2015 Il Città di Bagheria, rinominato Bagheria Città delle Ville, per ricordare il fascino delle ville settecentesche di questa città, ringrazia l’avvento del nuovo presidente Domenico Prestigiacomo.
Dopo quattro campionati, finalmente il Bagheria vince il girone B di Prima Categoria 2016-17 e viene così promosso nel Campionato di Promozione Sicilia 2017-2018.
Nell'estate del 2017 il presidente Domenico Prestigiacomo cede l'incarico di presidenza a Riccardo Scardina che prende in mano la società facendo la fusione con la squadra di calcio a 5 del Sant'Isidoro.
Il 22 Luglio 2020 subentra il nuovo Presidente Francesco Di Stefano affiancato da Vincenzo Monteleone a partire dal 1º Luglio 2021.
Nel 2021 un'altra società di Bagheria si iscrive nel campionato di terza categoria, denominata 90011, che vincerà per tre anni consecutivi i campionati di terza, seconda e prima categoria.
Dall'estate 2022 subentrano a capo della società il duo Gallina/Marino, che con un nuovo progetto fatto per lo più di giovani Bagheresi, stanno provando a rilanciare il titolo della squadra neroazzurra verso i massimi campionati regionali.
Nella stagione di Promozione 2024-2025, dopo un avvincente testa a testa contro il Montelepre, il Bagheria vince il suo girone approdando così in Eccellenza a distanza di 13 anni dall’ultima volta, decisiva la vittoria contro l’Aspra.
Nel 2025 la città ha due società in Eccellenza, il Bagheria 1919 ed il 90011 Bagheria, che ha acquisito il titolo del Casteldaccia.
Il presidente del 90011 è D'antoni, imprenditore, ex presidente del Casteldaccia.

## Cronistoria

### Campionati Nazionali
| Livello | Categoria                                              | Partecipazioni | Debutto   | Ultima stagione | Totale |
| ------- | ------------------------------------------------------ | -------------- | --------- | --------------- | ------ |
| 4º      | IV Serie/Interregionale/Serie D                        | 14             | 1954-1955 | 1973-1974       | 14     |
| 5º      | interregionale/Campionato Nazionale Dilettanti/Serie D | 10             | 1985-1986 | 1997-1998       | 10     |

## Palmarès

### Competizioni regionali
- Eccellenza: 1

1992-1993 (girone B)
- Promozione: 3

1984-1985 (girone A); 2006-2007 (girone B)
2024-2025 (girone A)
- Prima Categoria: 3

2000-2001; 2016-2017 (girone B); 2022-2023 (girone A)
- Campionato italiano di terza divisione: 1

1931-1932 (girone A)
- Coppa Italia Dilettanti Sicilia: 2

1991-1992; 2008-2009
- . Coppa Italia promozione Sicilia: 2011-2012

## Calciatori ed allenatori celebri
- Salvatore Aronica
- Alvaro Biagini
- Ermenegildo Negri